# Cladocera
Cladocera là một bộ động vật giáp xác cỡ nhỏ. Hơn 620 loài đã được công nhận cho đến nay, với đó là nhiều loài nữa chưa mô tả. Bộ này xuất hiện vào Oligocene và cư ngụ trong hầu hết môi trường sống nước ngọt. Dù nhiều loài Anostraca sống trong hồ siêu mặn, số ít loài Cladocera thích ứng với cuộc sống ở biển: đây là những sinh vật duy nhất trong lớp Chân mang làm được điều này. Phần lớn loài Cladocera dài 0,2–6,0 mm (0,01–0,24 in), trên đầu chỉ có một con mắt kép và có một lớp giáp che phần ngực-bụng dường như không phân đốt. Hầu hết loài thực hiện trinh sản theo chu kỳ, có sinh sản vô tính đan xen với sinh sản hữu tính.

## Mô tả

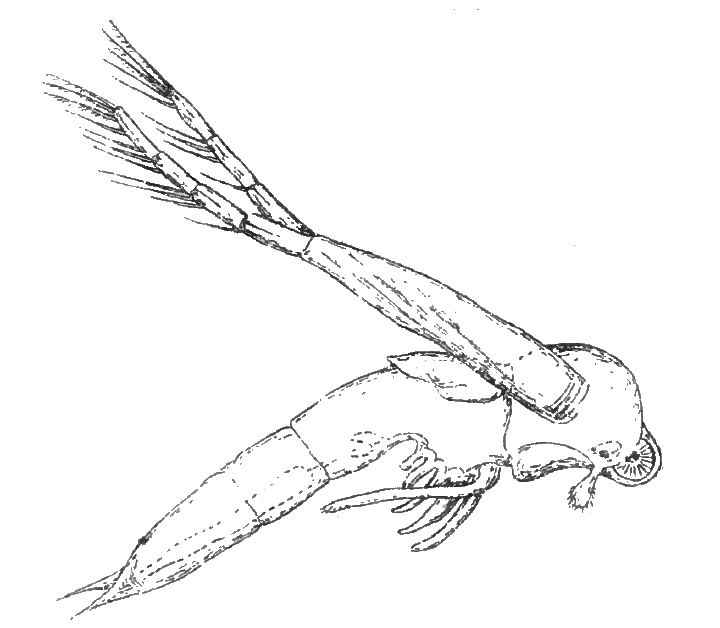
Leptodora kindtii là một loài Cladocera lớn khác thường, đạt tận 18 mm.

Đa số loài Cladocera dài chỉ 0,2–6,0 mm (0,01–0,24 in), ngoại lệ là chi Leptodora, với một loài đạt tới 18 mm (0,71 in). Cơ thể chúng không phân đốt rõ rệt với một lớp giáp che chắn ngực-bụng.
Đầu khoằm xuống, phần nào tách biệt với ngực và bụng. Trên đầu là một con mắt kép nằm trên đường giữa thân. Ngoài ra, nó còn có hai cặp râu - một cặp râu đơn giản là phần phụ nhỏ, không chia đốt, một cặp lớn hơn, chia đốt, (có khi) phân nhánh. Cặp râu nhỏ có lông khứu giác, còn cặp râu lớn giúp chúng bơi lội.
Phần miệng nhỏ, dùng để ăn đủ thứ vụn hữu cơ và vi khuẩn. Việc trao đổi khí thực hiện ra bề mặt cơ thể.

## Vòng đời
Trừ vài loài đơn thuần sinh sản vô tính, trong suốt vòng đời các loài Cladocera sinh sản vô tính là chính, kèm theo những thời kỳ sinh sản hữu tính. Kiểu "trinh sản có chu kỳ" này xuất hiện ở Branchiopoda vào kỷ Permi. Khi điều kiện thuận lợi, việc trinh sản có thể được thực hiện qua nhiều thế hệ, tạo nên chỉ con cái. Gặp điều kiện bất lợi thì con đực được sinh ra, theo đó là sinh sản hữu tính. Trứng có thể được gió đưa đi, nở ra khi gặp nơi thích hợp, giúp một số loài có phân bố gần như toàn cầu.

## Sinh thái

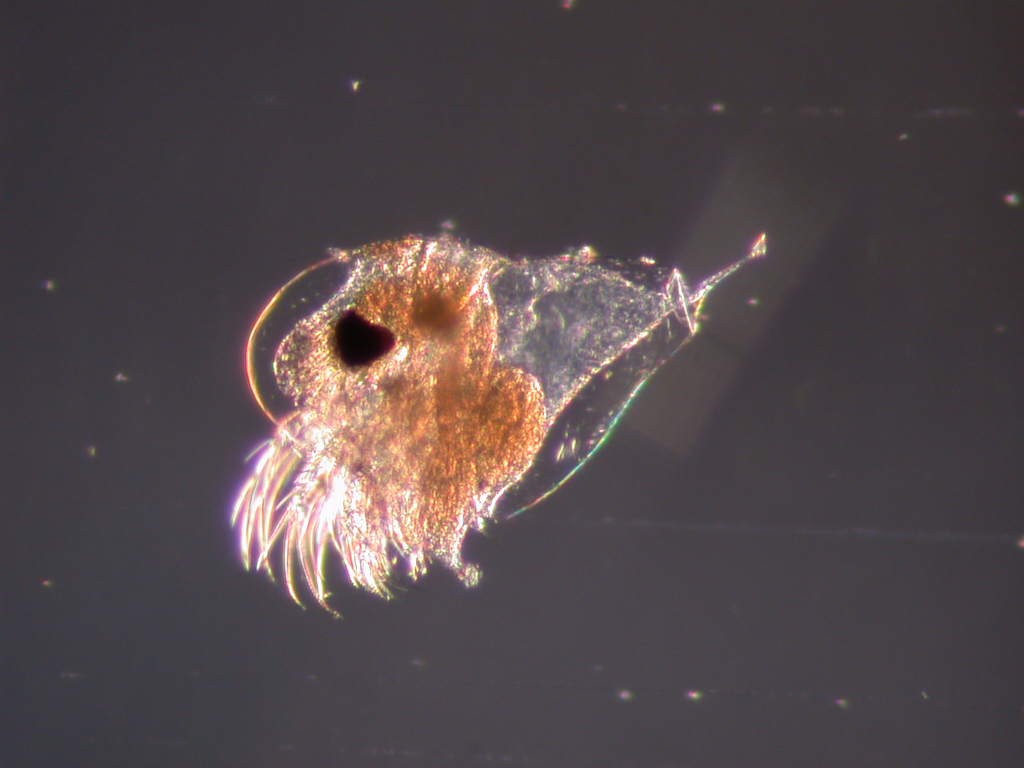
Evadne spinifera, một trong rất ít loài Cladocera hải sinh

Hầu hết loài Cladocera sống trong nước ngọt, với chỉ tám loài sống ở biển (sáu loài họ Podonidae và hai loài chi Penilia). Vài loài sống trên lá mục.

## Phân loại

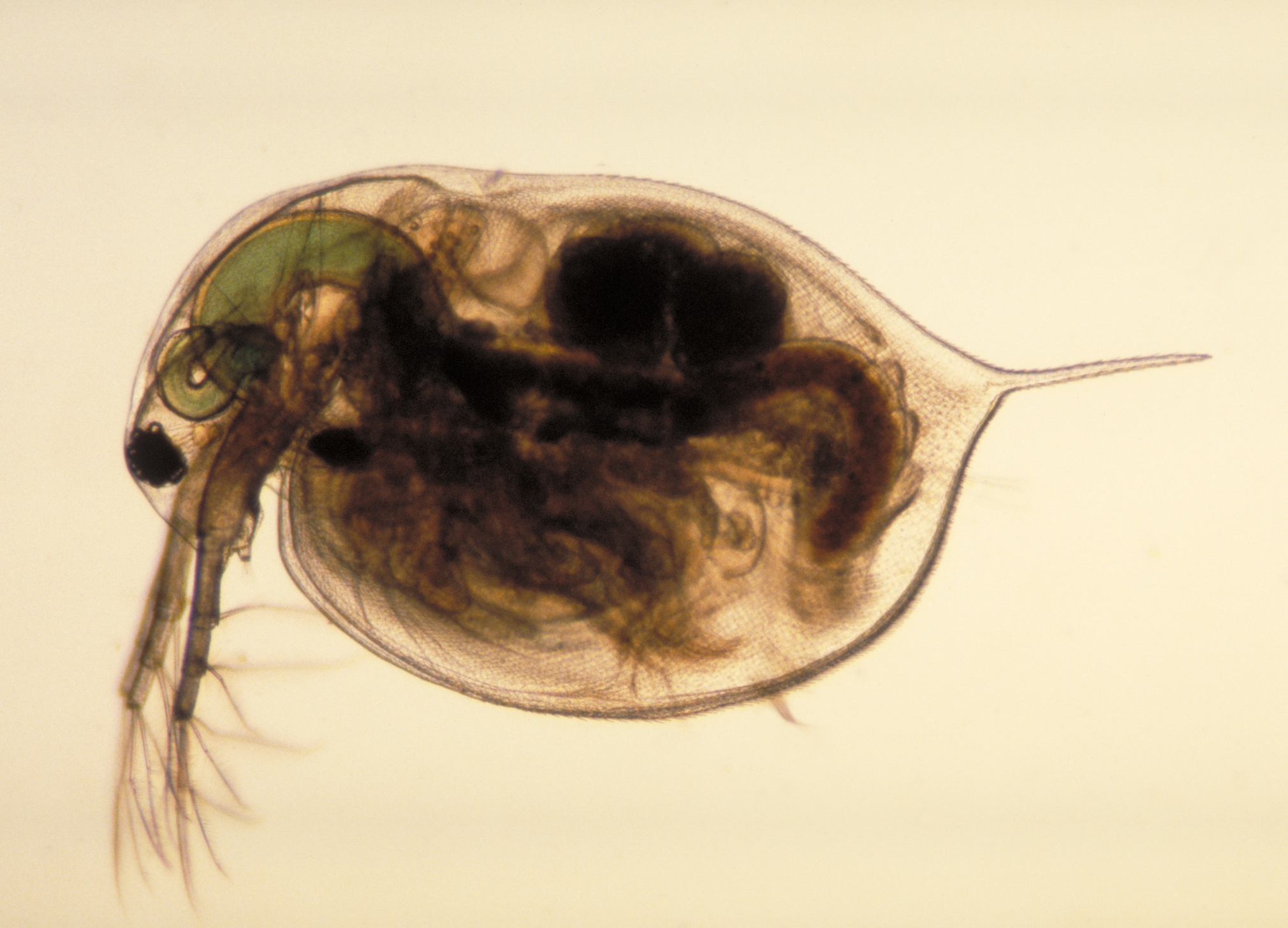
Daphnia magna

Bộ Cladocera nằm trong lớp Chân mang (Branchiopoda), và là một bộ đơn ngành, chia ra làm bốn phân bộ. Chừng 620 loài đã được mô tả, song nhiều loài vẫn "vô danh". Chi Daphnia tính riêng gồm 150 loài.
Có các họ sau:
Bộ Cladocera Latreille, 1829
- Phân bộ Ctenopoda Sars, 1865
  - Holopediidae Sars, 1865
  - Sididae Baird, 1850
- Phân bộ Anomopoda Stebbing, 1902
  - Bosminidae Baird, 1845
  - Chydoridae Stebbing, 1902
  - Daphniidae Straus, 1820
  - Gondwanotrichidae Van Damme et al., 2007[8][9]
  - Macrotrichidae Norman & Brady, 1867
- Phân bộ Onychopoda Sars, 1865
  - Cercopagididae Mordukhai-Boltovskoi, 1968
  - Podonidae Mordukhai-Boltovskoi, 1968
  - Polyphemidae Baird, 1845
- Phân bộ Haplopoda Sars, 1865
  - Leptodoridae Lilljeborg, 1900

### Từ nghiên
Từ "Cladocera" bắt nguồn từ tiếng Hy Lạp cổ đại, thông qua tiếng Tân Latinh, ghép từ κλάδος (kládos, "cành, nhánh") và κέρας (kéras, "sừng").